# 4317 Garibaldi
A 4317 Garibaldi (ideiglenes jelöléssel 1980 DA1) egy kisbolygó a Naprendszerben. Zdenka Vávrová fedezte fel 1980. február 19-én.